# Trifolium nigrescens
Trifolium nigrescens, conhecida como o trevo-escuro, é uma espécie de planta com flor pertencente à família Fabaceae. 
A autoridade científica da espécie é Viv., tendo sido publicada em Florae Italicae Fragmenta 12, pl. 13. 1808.

## Portugal
Trata-se de uma espécie presente no território português, nomeadamente em Portugal Continental e no Arquipélago dos Açores. Em termos de naturalidade é nativa das duas regiões atrás referidas. Não se encontra protegida por legislação portuguesa ou da Comunidade Europeia.